# Djibouti aux Jeux olympiques d'été de 2020
Djibouti participe aux Jeux olympiques de 2020 à Tokyo au Japon. Il s'agit de sa 9e participation à des Jeux d'été.
Le judoka Aden-Alexandre Houssein est nommé porte-drapeau de la délégation djiboutienne.

## Athlètes engagés
| Sport      | Hommes | Femmes | Total |
| ---------- | ------ | ------ | ----- |
| Athlétisme | 1      | 1      | 2     |
| Judo       | 1      | 0      | 1     |
| Natation   | 1      | 0      | 1     |
| Total      | 3      | 1      | 4     |

## Résultats

### Athlétisme
Comme en 2016, le demi-fondeur Ayanleh Souleiman décroche sa qualification en réalisant les minima sur le 800 mètres et le 1 500 mètres.
Le comité bénéficie également d'une place attribuée au nom de l'universalité des Jeux. Souhra Ali Mohamed dispute le 1 500 mètres féminin.
| Athlète            | Épreuve          | Séries        | Séries  | Demi-finales | Demi-finales | Finale   | Finale   |
| Athlète            | Épreuve          | Temps         | Rang    | Temps        | Rang         | Temps    | Rang     |
| ------------------ | ---------------- | ------------- | ------- | ------------ | ------------ | -------- | -------- |
| Souhra Ali Mohamed | 1 500 m féminin  | Abandon       | Abandon | Éliminée     | Éliminée     | Éliminée | Éliminée |
| Ayanleh Souleiman  | 800 m masculin   | Forfait       | Forfait | Forfait      | Forfait      | Forfait  | Forfait  |
| Ayanleh Souleiman  | 1 500 m masculin | 3 min 37 s 25 | 9e      | Abandon      | Abandon      | Éliminé  | Éliminé  |

### Judo
La Fédération ne distribue pas de ticket de qualifications aux championnats continentaux ou mondiaux mais c'est le classement établi au 21 juin qui permettra de sélectionner les athlètes (18 premiers automatiquement, le reste en fonction des quotas de nationalité).
Chez les hommes, Aden-Alexandre Houssein (-73 kg), classé 51e, est repêché via l'attribution du quota continental africain.
| Athlète                 | Compétition           | 1er tour            | 2e tour                    | 3e tour                       | Quart de finale     | Demi-finale         | Repêchage           | Finale              | Rang |
| Athlète                 | Compétition           | Adversaire Résultat | Adversaire Résultat        | Adversaire Résultat           | Adversaire Résultat | Adversaire Résultat | Adversaire Résultat | Adversaire Résultat | Rang |
| ----------------------- | --------------------- | ------------------- | -------------------------- | ----------------------------- | ------------------- | ------------------- | ------------------- | ------------------- | ---- |
| Aden-Alexandre Houssein | Moins de 73 kg hommes | Exempté             | Repiyallage Victoire 10-00 | Shavdatuashvili Défaite 00-01 | Éliminé             | Éliminé             | Éliminé             | Éliminé             | 9e   |

### Natation
Le comité bénéficie de place attribuée au nom de l'universalité des Jeux.
| Athlète               | Épreuve         | Séries  | Séries | Demi-finales | Demi-finales | Finale  | Finale  |
| Athlète               | Épreuve         | Temps   | Rang   | Temps        | Rang         | Temps   | Rang    |
| --------------------- | --------------- | ------- | ------ | ------------ | ------------ | ------- | ------- |
| Hussein Gabor Ibrahim | 50 m nage libre | 27 s 41 | 65e    | Éliminé      | Éliminé      | Éliminé | Éliminé |